# Musiche di casa nostra
Musiche di casa nostra è un album inciso da Rosanna Fratello, pubblicato dall'etichetta Ricordi nel 1975.

## Tracce
1. Va speranza va
2. Voce 'e notte
3. 'E spingole frangese
4. Anema e core
5. Tic ti tic ta
6. Piano piano piano
7. Un po' di coraggio
8. Gondoli' gondola'
9. Munasterio 'e Santa Chiara
10. Romagna mia
11. Firenze sogna
12. Qualcosa di te